# 59ª Squadriglia
La 59ª Squadriglia del Servizio Aeronautico del Regio Esercito dall'8 novembre del 1918 vola con aerei Ansaldo S.V.A..

## Storia

### Prima guerra mondiale
L'8 novembre 1918 la 6ª Sezione SVA di Castenedolo (poi Aeroporto di Brescia-Montichiari) diventa 59ª Squadriglia monoposto da bombardamento su Ansaldo S.V.A. al comando del Capitano Luigi Crespi che dispone di SVA 4 e 5 monoposto e SVA 10 biposto.
Poi va all'Aeroporto di Aviano nel XV Gruppo e nel mese di dicembre a Montichiari.
Nel febbraio 1919 è al Campo di aviazione di Busiago di Campo San Martino con gli SVA 3 bis, 4, 6 e 10 con 13 piloti ed il 13 febbraio entra nel III Gruppo (poi 3º Gruppo caccia terrestre).
Al 20 aprile 1919 disponeva di 11 SVA.
In primavera va in Anatolia con gli SVA 10 con le truppe alleate d'occupazione ed alla fine dell'anno è ad Aviano nel Gruppo da Ricognizione Tattica e Strategica.

### Il dopoguerra
Al 1º gennaio del 1936 è sull'Aeroporto di Ferrara-San Luca, inquadrata nel 33º Gruppo dell'11º Stormo da Bombardamento Terrestre sui Fiat B.R.3 della Regia Aeronautica. 
Nell'aprile 1936 riceve gli S.M.81 ed entro luglio 1938 transita sui Caproni Ca.135 ma a causa di problemi tecnici nel mese di ottobre passa sugli S.M.79. Dall'8 aprile 1939 il Reparto va all'Aeroporto di Foggia.

### Seconda guerra mondiale
Dal 6 giugno 1940 l'unità va all'Aeroporto di Comiso con 9 SM 79.
Il 10 maggio 1941 la squadriglia è sempre nel XXXIII Gruppo, che da autonomo passa al 9º Stormo ricostituito nell'Aeroporto di Viterbo  quando era dotato di velivoli CANT Z.1007 bis. A Viterbo i suoi equipaggi effettuarono alcuni mesi di addestramento e nell’agosto ritornò in zona di operazioni con il 33º Gruppo all'Aeroporto di Trapani-Milo. Da Trapani il reparto iniziò un’intensa attività bellica con voli contro obiettivi terrestri e navali sull’Isola di Malta, svolgendo, inoltre, alcune scorte a convogli e bombardamenti di formazioni navali avversarie. Nel dicembre 1941 il reparto si trovava sull’Aeroporto di Castelvetrano da dove continuò a portare le sue azioni offensive su Malta.
Alla metà del gennaio 1942 si trasferì a Viterbo per avvicendare gli equipaggi ed assestare il materiale di volo dopo diversi mesi di attività bellica. Il 25 maggio il reparto tornò nuovamente in linea trasferendosi sull’Aeroporto di Trapani-Chinisia S. Giuseppe, dove operò subito contro basi aeree avversarie tra le quali, come in precedenza, Micabba, Ta Venezia e Hal far. Il 14 giugno l'unità partecipò alla Battaglia di mezzo giugno
svolgendo azioni contro convogli nemici, partendo dall’Aeroporto di Villacidro sul quale era arrivato il giorno prima.
Il 18 giugno il reparto ritornò a Chinisia, partecipò alla Battaglia di mezzo agosto nel Mediterraneo centrale e venne poi trasferito a Castelvetrano. Anche da questa base il reparto svolse molte incursioni aeree sugli Aeroporti ed i Porti Maltesi. In questo ciclo operativo dell’estate 1942, il reparto subì perdite molto dolorose abbattendo alcuni intercettori nemici con i suoi equipaggi in duri combattimenti aerei. In ottobre il reparto continuò da Castelvetrano l'attività bellica contro Malta fino all’11 gennaio 1943 quando si riunì allo Stormo a Viterbo dopo aver anche partecipato ad azioni nell’Africa settentrionale francese ed a crociere di protezione di convogli.
Il 15 giugno del 1943 sempre nel 33º Gruppo passa nel 10º Stormo B.T. e va all'Aeroporto di Jesi ed ai primi di settembre 1943 è nel 33º Gruppo del 10º Stormo Bombardamento Terrestre di Jesi.